# Oleksandr Horshkovozov
Oleksandr Horshkovozov (em ucraniano: Олександр Олегович Горшковозов; Luhansk, 18 de julho de 1991) é um saltador ucraniano.

## Carreira
Horshkovozov conquistou duas medalhas no Campeonato Mundial de Esportes Aquáticos (prata na edição de 2015 no evento por equipe com Yulia Prokopchuk e bronze no evento de 2011 ao lado de Aleksandr Bondar na categoria de plataforma sincronizada masculina de 10 metros). Além disso, destacou-se com oito conquistas nos Jogos Europeus.
O saltador ucraniano competiu no evento masculino de plataforma sincronizada de 10 metros nos Jogos Olímpicos de Verão de 2012, finalizando em oitavo com Aleksandr Bondar. Quatro anos depois, nos Jogos Olímpicos de 2016 no Rio de Janeiro chegou à sexta posição com Maksym Dolhov.